# Otto Männel
Franz Otto Männel (* 27. Juni 1887 in Schilbach, Königreich Sachsen; † 11. Juni 1964 in Karlsruhe) war ein deutscher Radrennfahrer.

## Sportliche Laufbahn
Otto Männel kam 1906 nach Berlin, trat dem BRC Zugvogel 1901 bei und war viele Jahre Vorsitzender des Vereins. Er nahm an den Olympischen Spielen 1912 in Stockholm teil. Im Einzelzeitfahren belegte Männel den 44. Platz. 1914 gewann er mit seinem Verein das Bundes-Vereins-Mannschaftsrennen der Amateure. 1921 wurde er bei den Deutschen Meisterschaften der Amateure mit seinem Verein Dritter.